# IC 5243
IC 5243 ist eine Spiralgalaxie vom Hubble-Typ Sb im  Sternbild Pegasus am Nordsternhimmel. Sie ist schätzungsweise 328 Millionen Lichtjahre von der Milchstraße entfernt.
Das Objekt wurde am 9. November 1896 von  Stéphane Javelle entdeckt.